# Даниелян, Самвел Саикович
Самвел Саикович Даниелян (арм. Սամվել Դանիելյան, 10 августа 1951, Ереван) — главный архитектор Еревана с 2004 года.
- 1968—1974 — факультет архитектуры Ереванского политехнического института.
- 1984 — защитил научную диссертацию в Московском архитектурном институте. Кандидат архитектуры.
- 1973—1975 — мастер, а затем инженер лаборатории Ереванского политехнического института.
- 1975—1983 — работал на кафедре промышленности и строительной архитектуры Ереванского политехнического института в качестве ассистента, а в 1983—1990 — старший преподаватель той же кафедры.
- 1990—1992 — перешёл на работу в архитектурно-строительный институт в качестве старшего преподавателя и доцента.
- 1990—1992 — заместитель декана архитектурного факультета Ереванского архитектурно-строительного института.
- 1992—1995 — доцент кафедры архитектурного проекта, а в 1995—1996 — доцент кафедры истории и архитектуры Ереванского политехнического института.
- 1996—1998 — заместитель начальника отдела архитектуры и градостроительства мэрии Еревана.
- 1998—1999 — заместитель начальника управления экономических инфраструктур и сельского хозяйства при правительстве Армении.
- 1999—2000 — заместитель начальника управления природных ресурсов и градостроительства при правительстве Армении.
- 2000—2003 — декан архитектурного факультета Ереванского архитектурно-строительного института.
- С августа по сентябрь 2004 — был главным архитектором Еревана.
- С сентября по ноябрь 2004 — руководил управлением архитектуры и градостроительства в аппарате мэрии Еревана.
- С ноября 2004 — по январь 2011 — главный архитектор Еревана, начальник управления архитектуры и градостроительства Еревана.

## Основные работы
- Застройка посёлка Лернанцк Спитакского района.
- Индивидуальные жилые дома в Бюракане, Ереване, Лусакерте.
- Здание центра управления полигона скоростного транспорта в Раздане.
- Лаборатория института физики на горе Арагац.
- Физкультурно-оздоровительный комплекс в Абовяне.
- Ресторан «Сюник» в Абовяне.
- Деловой центр в Ереване.
- Пансионат Консервного завода в Агверане.